# Sault-Saint-Remy
Sault-Saint-Remy település Franciaországban, Ardennes megyében. Lakosainak száma 208 fő (2022. január 1.). Sault-Saint-Remy Asfeld, Houdilcourt, Roizy és Boult-sur-Suippe községekkel határos.

## Népesség
A település népessége az elmúlt években az alábbi módon változott:
| Lakosok száma | 101  | 114  | 176  | 159  | 173  | 192  | 204  | 218  | 214  | 208  |
|               | 1968 | 1982 | 1990 | 2006 | 2013 | 2015 | 2017 | 2019 | 2020 | 2022 |